# الكاظمية
الكاظمية وهي إحدى مناطق بغداد العريقة في جانب الكرخ، سميت بهذا الاسم نسبة لوجود مرقد الإمام موسى الكاظم، وتحتوي على بعض عوائل الطبقة الراقية الارستقراطية حيث اشتغل بعض أهلها بصياغة وبيع الذهب وتحتوي على أشهر سوق للذهب في العراق حيت تعج بالمتبضعين وخاصة العرسان لشراء الذهب منها والمسمى بالنيشان لدى العراقيين، وتحتوي على شارع المحيط الراقي الذي سكنه نواب برلمان العهد الملكي، وهي من المناطق المقدسة لدى المسلمين ومن أشهر عوائلها بيت الاسترابادي حيث كانت هذه العائلة تربطها أواصر صداقة مع نوري السعيد رئيس الوزراء العراقي الراحل في العهد الملكي وعند هروبه التجأ إليها في انقلاب حركة 14 تموز 1958م. وكذلك وبيت الجمالي ومنهم رئيس الوزراء محمد فاضل الجمالي في عهد الملك فيصل الثاني. وفي القرن التاسع عشر حتى أربعينيات القرن العشرين، كانت المنطقة تُسمّى الكاظِمَيْن.

## الموقع
تقع شمال العاصمة بغداد وعلى بعد 5 كم في الجانب الغربي منها، وعلى الضفة الغربية لنهر دجلة بجانب الكرخ. ويحدها من جهة الشرق نهر دجلة، ومن الغرب أراضي الغرابية، ومن الشمال أراضي التاجي، ومن الجنوب أراضي العكيدات، وترتبط بجانب الأعظمية بجسر حديث يعرف بجسر الائمة، وترتبط من جهة الجنوب في منطقة الشالجية بجسر 14 رمضان بجانب الرصافة. وكانت تربطها بالعاصمة بغداد بخط سكة حديد حتى عام 1946م.

## الديموغرافيا السكانية
يبلغ عدد سكان مدينة الكاظمية حسب إحصاء وزارة التخطيط لعام 2014 حوالي 1,500,000 نسمة، والغالبية من سكانها هم من المسلمين العرب الشيعة مع وجود بعض البيوتات الفارسية التي تسكن المدينة منذ مئات السنين.

## التأسيس
بنى أبو جعفر المنصور مدينة بغداد عام (145 هـ)، وجعل موضع الكاظمية مقبرة خاصة سماها (مقبرة قريش الكبرى)، ولما توفي ابنه جعفر الأكبر سنة (150 هـ) كان أول مَن دُفِنَ فيها، ولما توفي الإمام الإمام موسى الكاظم سنة (183 هـ) دُفِنَ فيها، حيث سميت المدينة باسم الكاظمية تيمنا باسم الإمام الكاظم.

## المراقد
تحتوي الكاظمية على مرقد الإمام موسى الكاظم ومرقد حفيده الإمام محمد الجواد، حيث يقع المرقدان في الروضة الكاظمية، وقد دفن في مقبرة قريش الست زبيدة بنت المنصور زوجة الخليفة هارون الرشيد وكذلك دفن أبنها أبو عبد الله محمد الأمين، وقد دفن فيها القاضي أبو يوسف (قاضي القضاة في زمن الخليفة هارون الرشيد، وممن دفن فيها الإمام أحمد بن حنبل والشيخ المفيد , وقد بدء بناء الحضرة الكاظمية على يد إسماعيل الصفوي. وعند فتح بغداد من قبل الخليفة سليمان القانوني زار المرقد وأمر بتكملة البناء.
- مرقد الشريف المرتضى يقع إلى الجنوب من العتبة الكاظمية.

## معرض صور

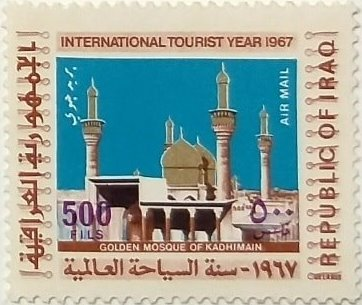
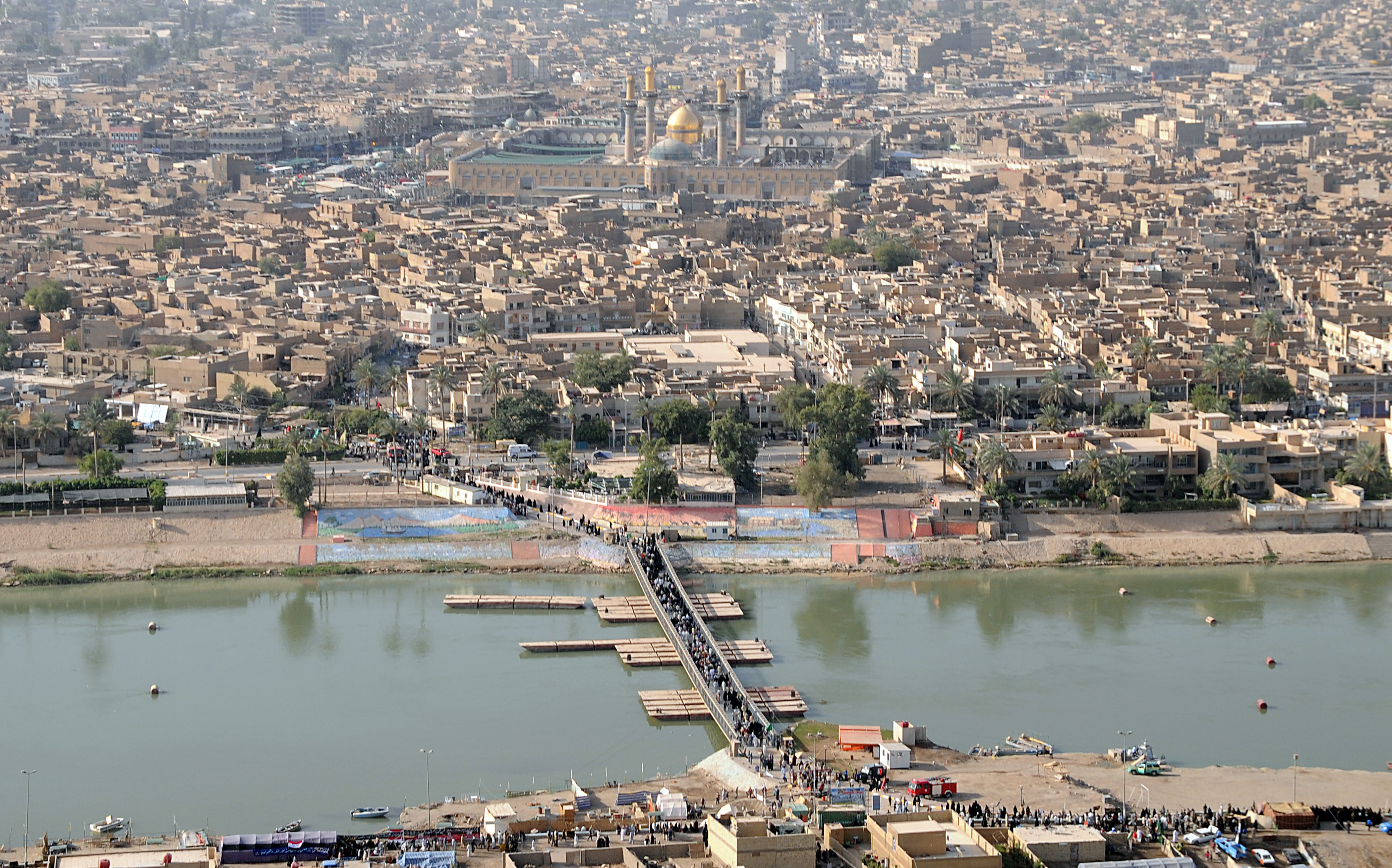
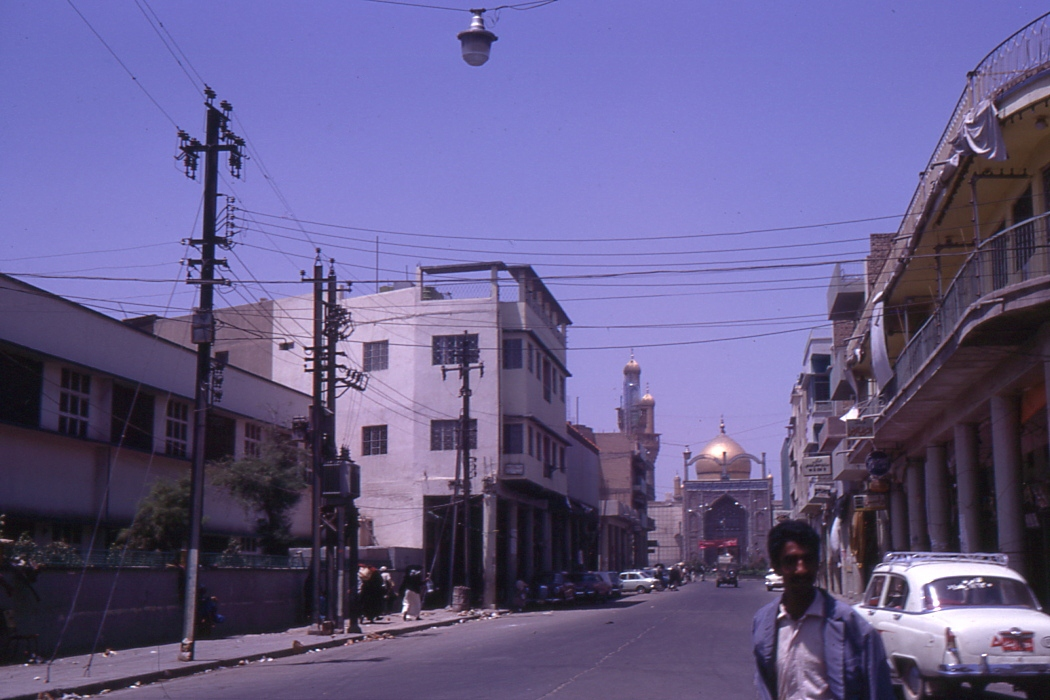
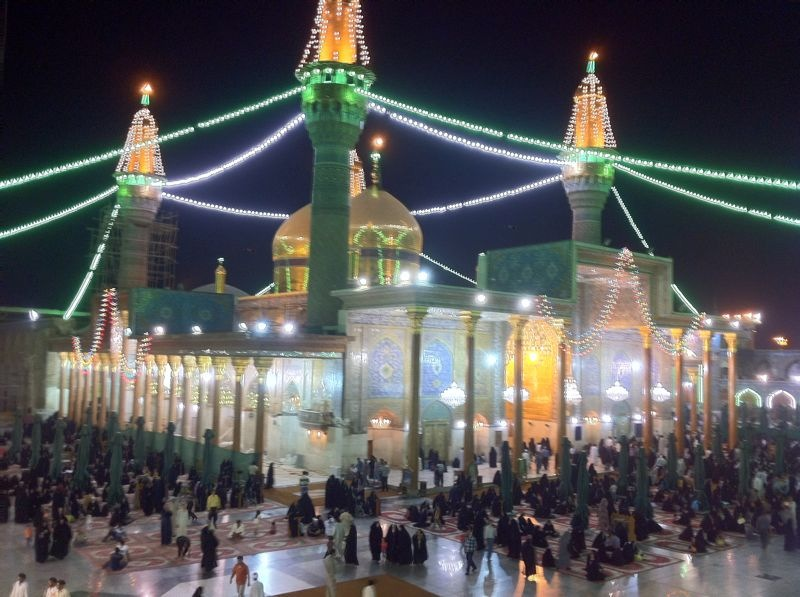
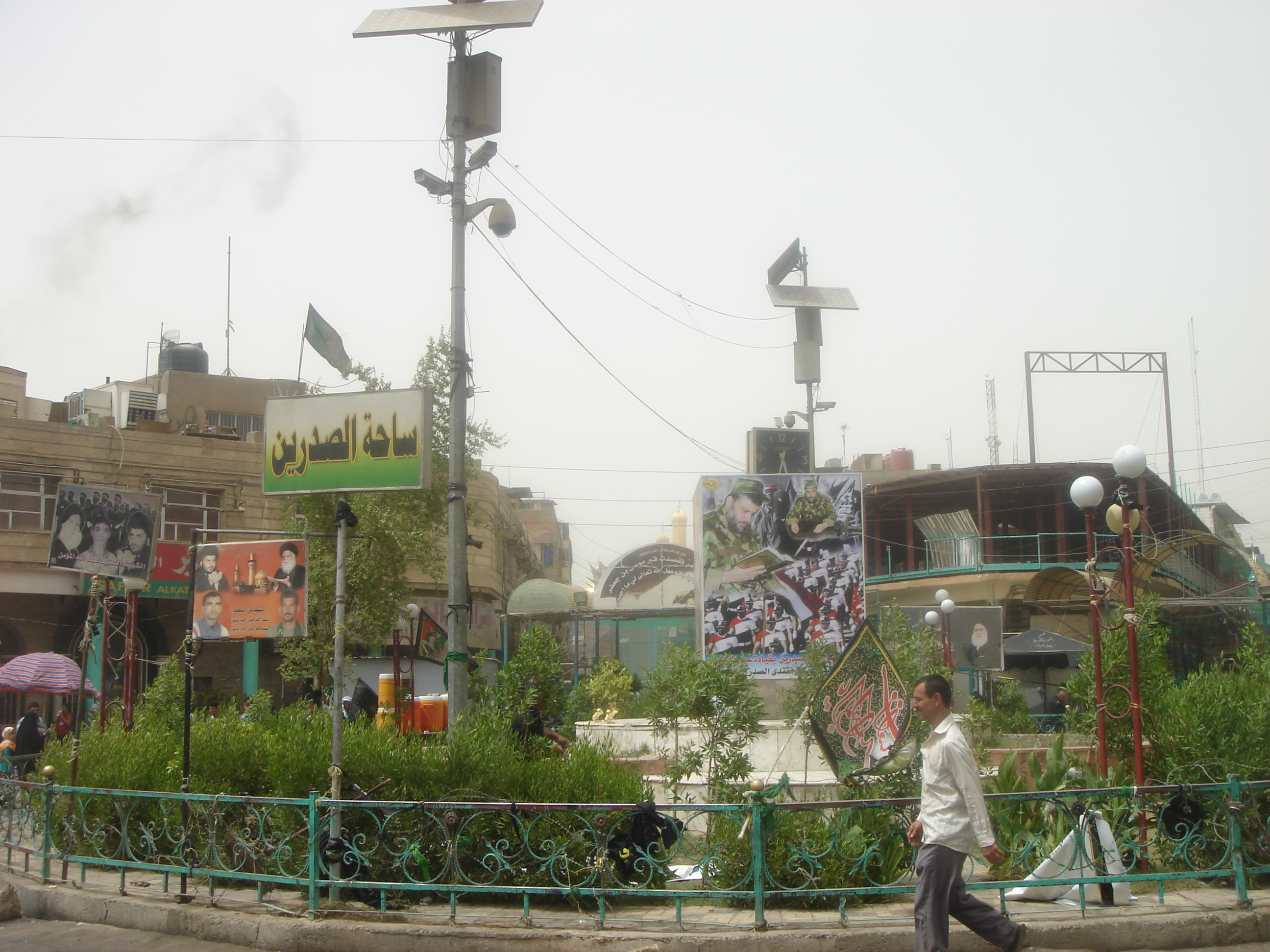
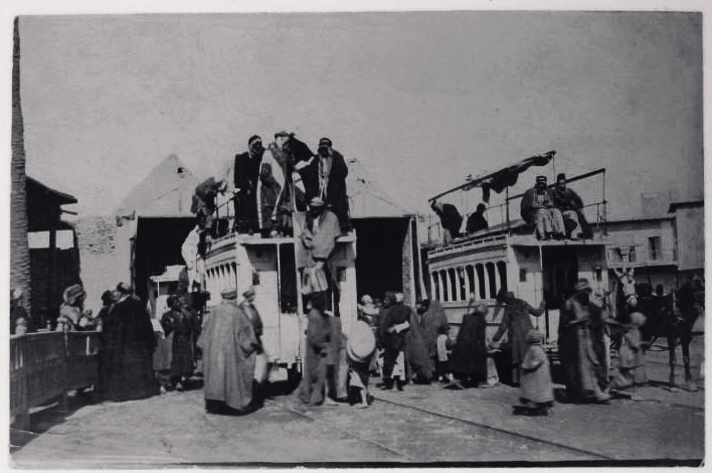
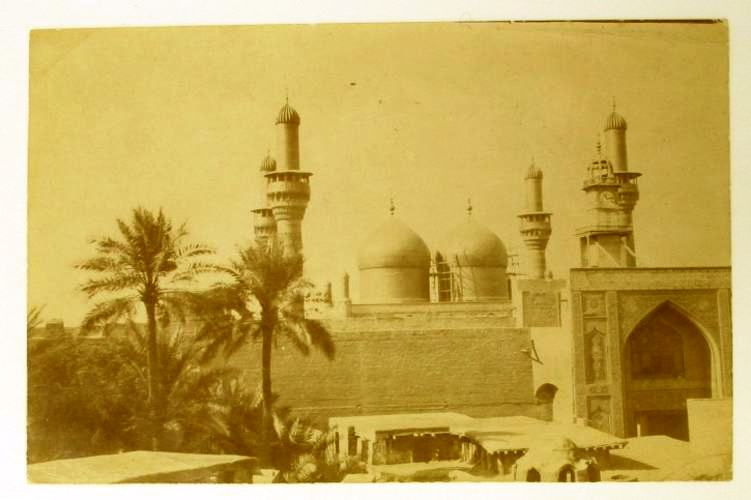
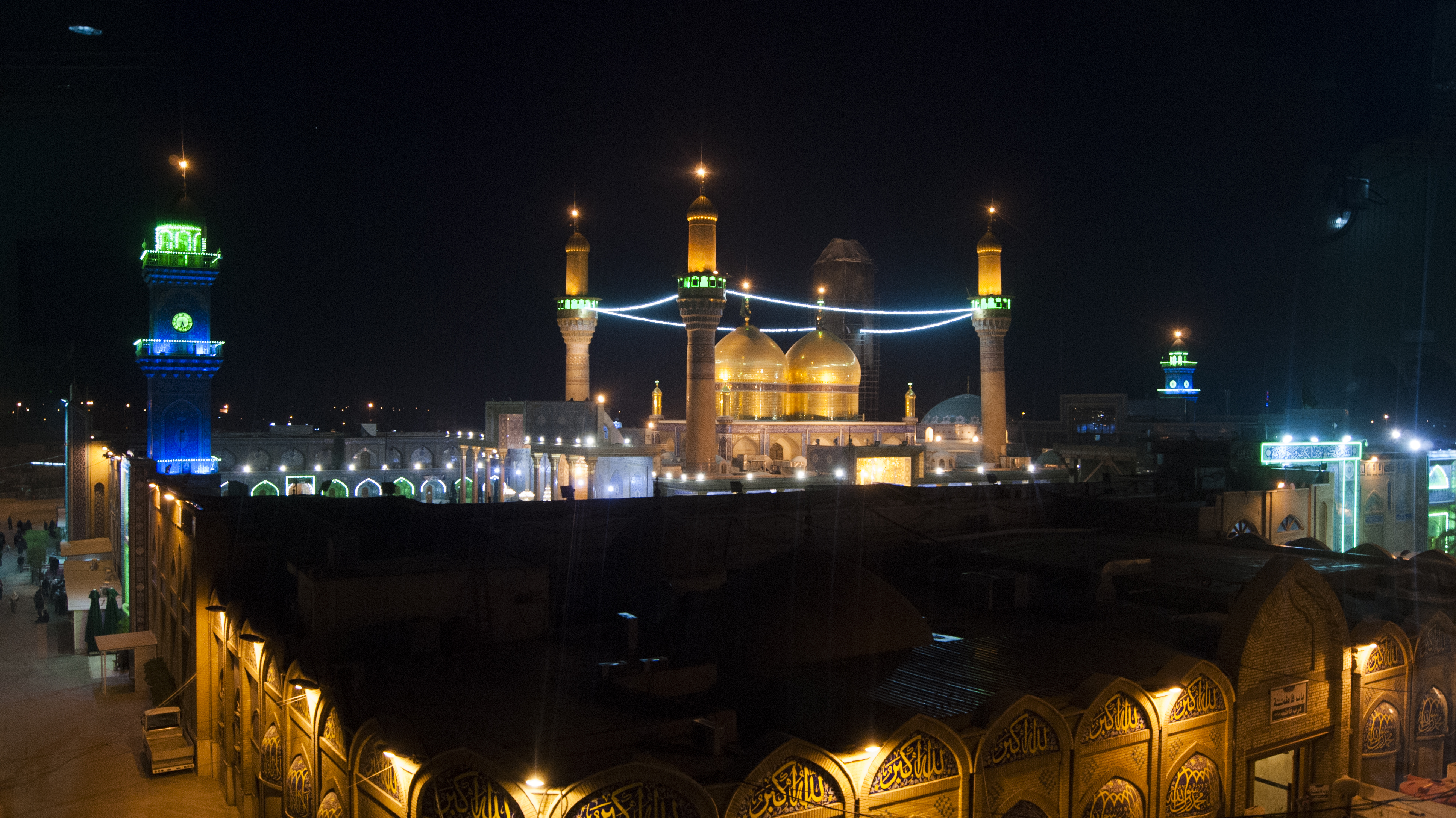

## وصلات خارجية
- الكاظمية في أعماق التاريخ.